# Парижский синдром
Пари́жский синдро́м (фр. Syndrome de Paris, яп. パリ症候群 пари сё:ко:гун) — психическое расстройство у туристов (в основном у японских), посещающих Францию. Был выявлен в 1986 году японским психиатром Хироаки Отой, работавшим во Франции. По природе близок к синдрому Стендаля и Иерусалимскому синдрому.
Ежегодно не менее 12 японских туристов обращаются за помощью психологов после посещения столицы Франции. Большинство из пострадавших считает, что причиной их расстройств является неприветливое поведение местных жителей. Две трети пациентов приходят в норму уже после нескольких сеансов психотерапии, в то время как остальные нуждаются в длительных курсах лечения и чаще всего получают диагноз сильнейшего психоза.

## Симптомы
В статье, посвящённой парижскому синдрому как явлению из сферы межкультурной коммуникации, из французского журнала о психиатрии NERVURE journal de Psychiatrie в качестве основных симптомов парижского синдрома указываются:
- поведенческие расстройства;
- состояния сильной тревоги, дереализация, деперсонализация.

### Причины возникновения парижского синдрома
Японские туристы приезжают в Париж, так как их привлекает культура, язык, литература и история Франции, а также достопримечательности Парижа.
Однако на месте они сталкиваются с такими трудностями, как:
- языковой барьер (приводящий к чувству тревоги и изоляции);
- различия в менталитете (важность чувства принадлежности к группе не может полностью удовлетворяться в индивидуалистском французском обществе, что снова приводит к чувству изоляции и прострации; поведение французов также более эмоционально и эксцентрично, что может привести к неправильному его толкованию японскими туристами);
- разочарование от несоответствия реального Парижа их представлению о нём;
- переутомление из-за туристических или бизнес-поездок, включающих постоянную и разнообразную деятельность в короткие сроки.

«Как оказалось, психика путешественников из Японии не готова к посещению таких городов, как Париж. Они едут, надеясь на гостеприимство, а встречают полную противоположность. Их нервы не выдерживают такой нагрузки», — поясняет психолог Эрв Бенхамоу.
Образ Парижа как одного из самых романтичных городов мира уже не одно десятилетие взращивается массовой культурой. Широкие улицы, огни на Эйфелевой башне, старинная архитектура и влюблённые пары — неотъемлемая часть сотен фильмов про Париж, на основе которых часть иностранцев формируют своё представление о городе, в том числе, японские туристы. Однако реальная жизнь Парижа оказывается далека от этого — бездомные на улицах, мигранты, высокий уровень безработицы, нежелание некоторых парижан говорить на английском, грубость и избегание зрительного контакта с незнакомцами шокирует туристов. Другими факторами становится распространённость карманного воровства (недаром власти Парижа усиливают меры по защите туристов от карманников).
С точки зрения культуры, Япония и Франция крайне отличаются друг от друга. Японская коллективистская культура подразумевает большую степень вежливости и отзывчивости в общении. В японских магазинах клиент — король, в то время как в Париже продавцы едва обращают на них внимание. Люди в общественном транспорте грубы и неприветливы, а уличные кражи только подливают масла в огонь. «Для нас Париж — город мечты. Все французы красивы и изящны. Но когда мы встречаемся с ними лицом к лицу, то понимаем, что глубоко заблуждались. Мы абсолютно разные как в характерах, так и во взглядах на жизнь», — жалуется одна из пострадавших. При этом, по словам специалистов по межкультурным коммуникациям, туристов из США или других стран с более индивидуалистской культурой Париж может шокировать далеко не так сильно, как туристов из Японии и других стран с коллективистской культурой.

## Жертвы парижского синдрома
По словам Хироаки Оты, больше всего подвержены парижскому синдрому женщины до 30 лет, приезжающие в Париж на несколько месяцев или лет (например, жёны дипломатов). В своей книге «Парижский синдром» Филипп Адам в качестве аудитории, наиболее всего подверженной парижскому синдрому, упоминает девушек 20-25 лет, чаще всего с гуманитарным образованием. Однако синдрому подвержены и мужчины из Японии, а также туристы из других стран. Некоторые симптомы парижского синдрома могут встречаться даже у французов, приехавших в столицу из провинции.

## Критика
На протяжении многих лет учёный, впервые выявивший парижский синдром в конце 1980-х годов, отказывался давать комментарии по этому поводу. Клинический психолог Оливия Акико Гото-Грегет, бывший стажёр психиатра Хироаки Оты, утверждает, что парижский синдром был назван именно синдромом, так как предполагалось, что у всех больных наблюдаются одни и те же симптомы. Однако в реальности это не так. Речь идёт скорее о более широком явлении, таком, как обычный шок, который в особенности наблюдается у людей с определённым складом психики, склонных к подобным симптомам. К тому же, причины возникновения «синдрома» также различаются у разных пациентов.

## Парижский синдром в последние годы
В последние годы случаев проявления парижского синдрома у туристов из Японии, как и у других людей, впервые приезжающих в Париж, наблюдается меньше, чем в 80-е годы, и интенсивность синдрома также невелика по сравнению с предыдущими десятилетиями. На протяжении нескольких последних лет случаи госпитализации людей с парижским синдромом уже стали редкостью.
Среди причин улучшения ситуации выделяют меры, принимаемые туристической отраслью Японии с целью предотвратить возникновение синдрома, а также широкое распространение интернета, где можно найти максимально объективную информацию о французской столице. Однако, по словам клинического психолога Оливии Акико Гото-Грегет, бывшего стажёра психиатра Хироаки Оты, «одно дело знать» (информацию о реальном положении вещей в Париже), «а другое дело — пережить это в реальности».
Психолог Патрисия Бартельми предполагает, что парижский синдром окончательно исчезнет в будущем, так как уже сегодня туристы смотрят очень много информации о своём пункте назначения в интернете, что не было возможным ещё 20 лет назад. Также, согласно статистике, половина приезжающих сегодня в Париж японских туристов уже были там раньше, что значительно понижает вероятность возникновения синдрома.